# Joselito Carreño Quiñonez
Joselito Carreño Quiñones (Cepitá, Santander, 16 de abril de 1966), es un obispo católico colombiano que actualmente se desempeña como vicario apostólico de Inírida. 

## Biografía
Nació en el municipio de Cepitá del departamento de Santander, el 16 de abril de 1966. Realizó los estudios básicos en el Colegio San Juan del municipio de Girón (Santander), luego ingresó al Seminario Conciliar de Bucaramanga, donde estudió filosofía (1986 - 1988).
El 1 de febrero de 1990 ingresó al Seminario Mayor del Instituto de Misiones de Yarumal, donde comenzó los estudios teológicos; después del noviciado, en 1992, siguió su formación en el Hekima College en Nairobi (Kenia), donde recibió el título en teología en 1996. Consiguió la licenciatura en Teología espiritual en la «Universidad Católica del Este de África» en Nairobi (2011-2012).
El 3 de diciembre de 1991 realizó su primera profesión religiosa y recibió la ordenación sacerdotal el 9 de noviembre de 1996 en Bucaramanga.
Durante su labor sacerdotal ha tenido las siguientes ocupaciones pastorales:
- Misionero en Kenia (Diócesis de Ngong) – (1997-2001);
- Misionero en Etiopía (Vicariato apostólico de Gambela) – (2001-2002);
- Coordinador Regional del Instituto de Misiones Extranjeras de Yarumal en Kenia (2003-2005);
- Rector del Seminario del Instituto de Misiones Extranjeras de Yarumal en Nairobi (2006-2012);
- Vicario General del Instituto de Misiones Extranjeras de Yarumal (2012-2013).

El 3 de diciembre de 2013, el papa Francisco lo nombró Vicario Apostólico de Inírida. El 15 de febrero de 2014 recibió la ordenación episcopal, junto a monseñor Carlos Alberto Correa Martínez, que fue nombrado vicario de Guapi y monseñor Medardo de Jesús Henao del Río, que fue nombrado vicario de Mitú, en la Catedral Metropolitana de Medellín. Para la ceremonia de ordenación estuvieron presentes como obispo ordenante principal monseñor Ettore Balestrero, en ese entonces nuncio apostólico en Colombia y como obispos co-consagrantes estuvieron mons. Fidel León Cadavid Marín, obispo de Sonsón-Rionegro y mons. Antonio Bayter Abud, obispo emérito de Inírida.
Tomó posesión del Vicariato Apostólico de Inírida el 21 de marzo de 2014.